# Brunswick Corporation

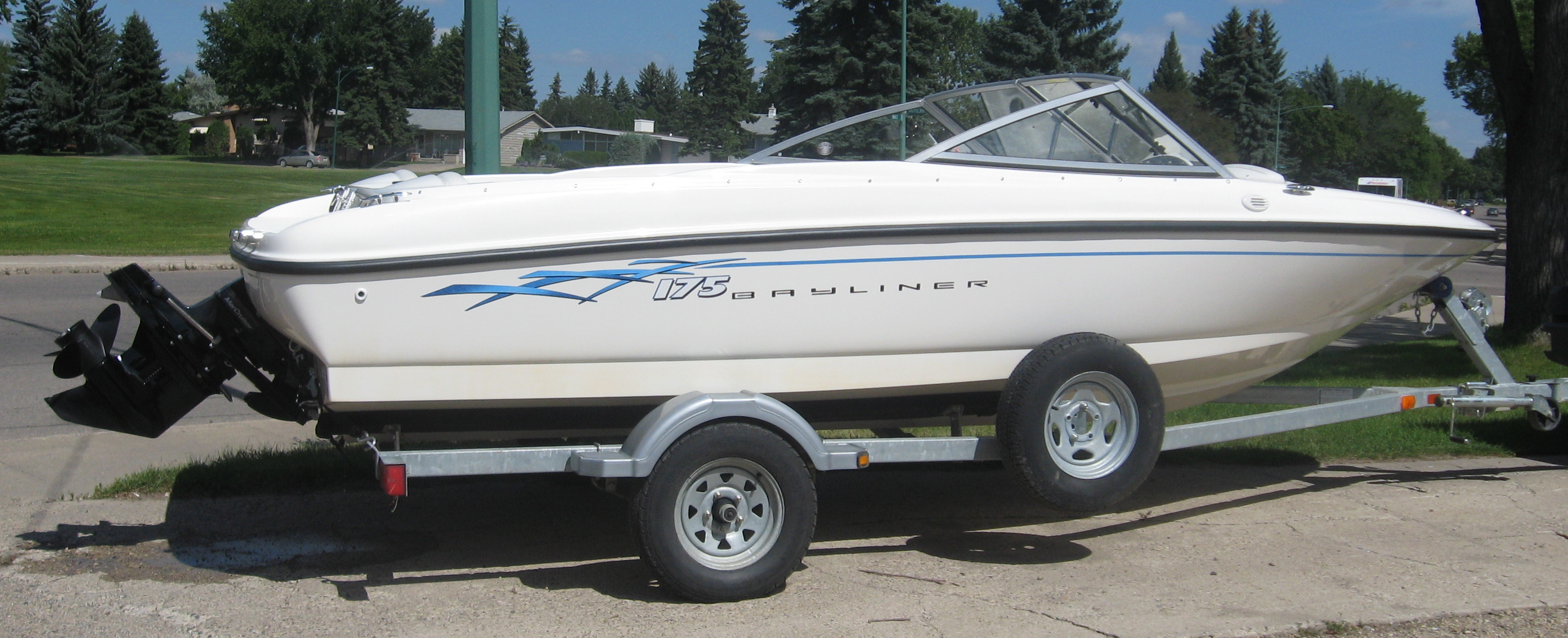
Bayliner 175.

The Brunswick Corporation, tidigare Brunswick-Balke-Collender Company, är ett amerikanskt företag som har varit involverade i tillverkning av ett brett utbud av produkter sedan 1845. Företagets huvudkontor ligger i Chicagos norra förort, Lake Forest i Illinois. Under år 2007 var dess omsättning 5,671 miljarder dollar. Företaget är världens största tillverkare av fritidsbåtar.[källa behövs] Företaget äger bland annat flera före detta svenska varumärken, såsom Uttern och Örnvik. Bland andra varumärken som ägs av företaget kan nämnas Askeladden, Bayliner, Boston Whaler, Maxum, Sea Ray och Trophy. Företaget tillverkar även båtmotorer av märkena Mercury, Mariner och Mercruiser.